# Împăratul Go-Kōmyō
Împăratul Go-Kōmyō (japoneză 後光明天皇; 20 aprilie 1633 - 30 octombrie 1654) a fost al 110-lea împărat al Japoniei, potrivit ordinii tradiționale de succesiune.
Domnia lui Go-Kōmyō s-a întins din 1643 până la moartea sa în 1654.

## Biografie
Înainte de ascensiunea pe Tronul Crizantemei, numele său era Tsuguhito (紹仁) iar titlul său pre-ascensiune era Suga-no-miya (素鵞宮).
A fost al patrulea fiu al Împăratului Go-Mizunoo. Mama sa a fost Fujiwara no Mitsuko, fiica ministrului de stânga. Împărăteasă Meishō a fost sora sa vitregă mai mare. 